# Seringensteltmot
De seringensteltmot (Gracillaria syringella) is een nachtvlinder uit de familie Gracillariidae (mineermotten).

## Herkenning
De vlinder heeft een spanwijdte tussen de 10 en 13 millimeter. De vliegtijd van de eerste generatie is in mei en juni en van de tweede generatie in juli en augustus. De vlinders zijn overdag te vinden op de waardplant en komen na zonsondergang op licht.

## Waardplant
De seringensteltmot heeft als waardplanten verschillende soorten sering (Syringa), liguster (Ligustrum) en Fraxinus. De jonge rups leeft als bladmineerder in zelfgemaakte gangmijnen in de bladeren van de waardplant. Na het verlaten van de mijn leeft de rups in een opgerold blad. De verpopping vindt plaats in een grauwwitte cocon.

## Verspreiding
De seringensteltmot komt in Europa beneden de poolgrens en in Anatolië voor. In Nederland en België is de soort zeer algemeen. Het is vooral een soort van loofbossen, parken en tuinen.